# 坦加恩湖
53°23′46″N 12°28′30″E / 53.39611°N 12.47500°E

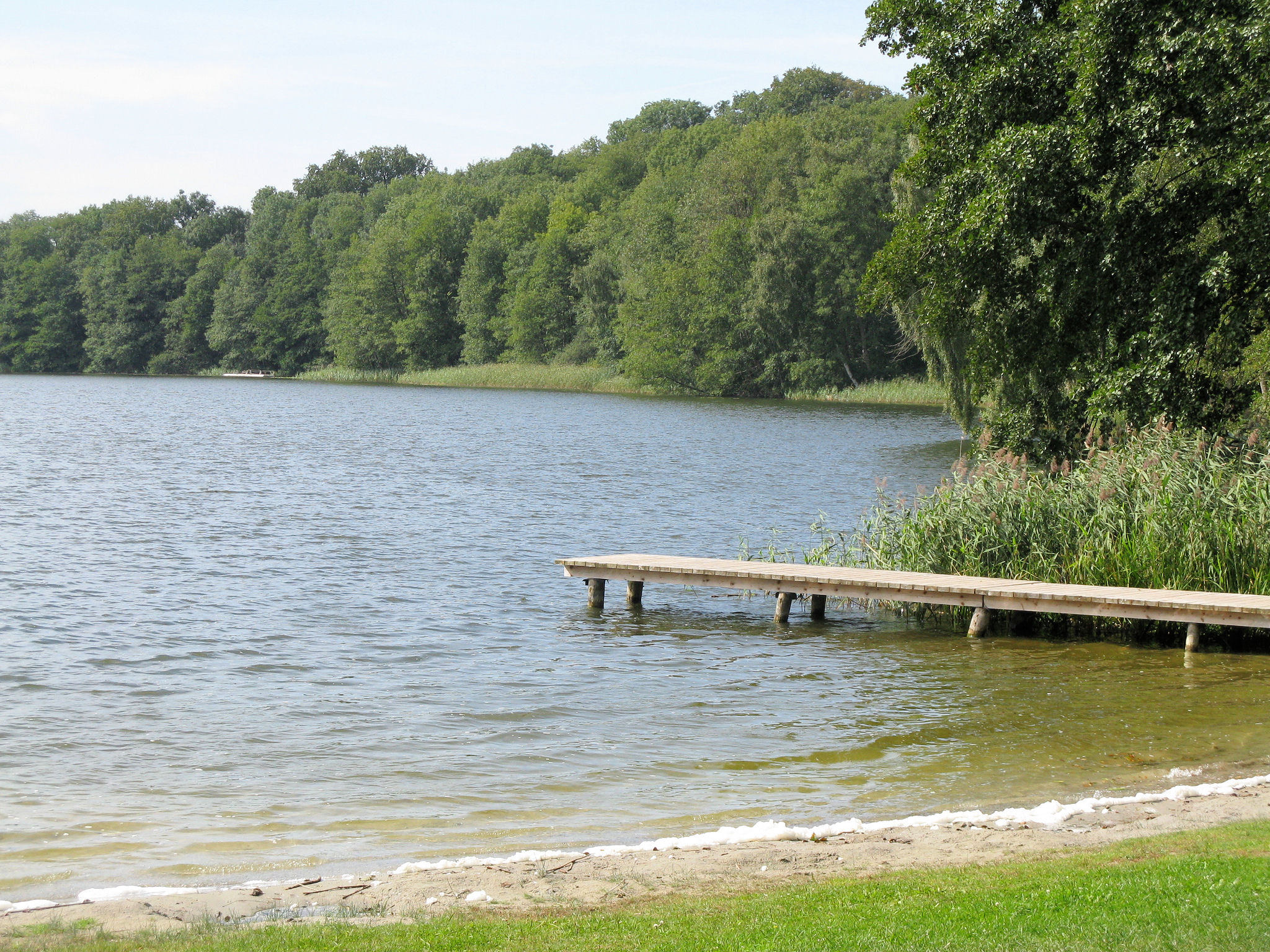

坦加恩湖（德語：Tangahnsee），是德國的湖泊，位於該國東北部梅克倫堡-前波美拉尼亞州，由梅克倫堡湖區郡負責管轄，長0.6公里、寬0.5公里，面積0.26平方公里，海拔高度73米。